# M50 (amas ouvert)
Pour les articles homonymes, voir M50.

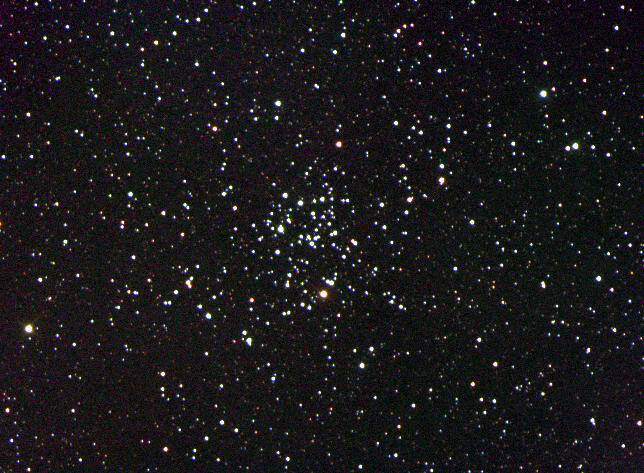
Messier 50 par Ole Nielsen.

M50 (NGC 2323) est un jeune amas ouvert,, situé dans la constellation de la Licorne à environ 929 pc (∼3 030 al) du système solaire et les dernières estimations donnent un âge de 125 millions d'années. La taille apparente de l'amas est de 15 minutes d'arc, ce qui, compte tenu de la distance, donne une taille réelle maximale d'environ 13 années-lumière.. Il a probablement été découvert par l'astronome franco-italien Jean-Dominique Cassini avant 1711, selon le témoignage de son fils Jacques Cassini dans son ouvrage Éléments d'astronomie (1740). Charles Messier a indépendamment découvert cet amas le 5 avril 1772.
Selon la classification des amas ouverts de Robert Trumpler, cet amas renferme entre 50 et 100 étoiles (lettre m) dont la concentration est moyenne (II) et dont les magnitudes se répartissent sur un grand intervalle (le chiffre 3).